# Trillium underwoodii
Trillium underwoodii là một loài thực vật có hoa trong họ Melanthiaceae. Loài này được Small miêu tả khoa học đầu tiên năm 1897.